# Not Fade Away
Not Fade Away (bra: Música e Rebeldia) é um filme de drama de 2012. É o primeiro dirigido por David Chase. Foi lançado em 21 de dezembro de 2012.

## Sinopse
Na década de 1960, no subúrbio de Nova Jersey, um grupo de amigos forma uma banda de rock e tenta fazer sucesso.

## Elenco
- James Gandolfini .... Pat Damiano
- John Magaro .... Douglas Damiano
- Bella Heathcote .... Grace Dietz
- Jack Huston .... Eugene Gaunt
- Dominic Sherwood .... Mick Jagger jovem
- Alfie Stewart .... Keith Richards jovem
- Lisa Lampanelli .... tio Josie
- Will Brill .... Wells
- Gerard Canonico .... Schindewulf
- Molly Price .... Antoinette Damiano
- Dominique McElligott .... Joy Dietz
- Brad Garrett .... Jerry Ragovoy
- Justine Lupe .... Candace
- Christopher McDonald .... Jack Dietz
- Jay Weinberg
- Julia Garner
- Bobby Bandiera
- Robert Funaro .... Tio Murf
- Louis Mustillo .... Johnny Vitelloni
- Isiah Whitlock Jr. .... Landers
- Lucie Pohl .... Severine
- F. Michael Haynie
- Charlie Plummer ... Irmão de Grace
- Chris Bannow .... Dave Smith
- Levi Wilson .... Charlie Watts
- John Tormey .... Tio Paul

## Recepção
No site agregador de críticas Rotten Tomatoes, 69% das 89 resenhas dos críticos são positivas, com uma classificação média de 6,7/10. O consenso do site diz: "Exuberante e agridoce, Not Fade Away é uma história de amadurecimento com uma pegada da Invasão Britânica que às vezes é sinuosa, mas principalmente encantadora."